# Rehabilitación de drogas
La rehabilitación de drogas (también, rehabilitación de farmacodependencia) es el proceso de psicoterapia y tratamiento médico para la dependencia a sustancias psicoactivas como los medicamentos recetados y las drogas callejeras como la cocaína, el crack, el fentanilo, la heroína, la marihuana o la pasta base.
La intención es permitir que el paciente se enfrente a la drogodependencia y detenga el uso de drogas para evitar las graves consecuencias económicas, físicas, legales, psicológicas y sociales. El tratamiento consiste en la permanente sobriedad e incluye medicamentos para la salud mental, asesoramiento de expertos y compartir experiencias con otros adictos.

## Sobriedad
Si la sobriedad es alcanzable sigue siendo un punto controvertido. Se cree científicamente que para las personas con un grave historial de abuso es imposible y en algún momento, ante una fuerte crisis de ansiedad, recaerá. No obstante, hay personas que logran mantenerse sobrias durante varios años e incluso décadas.
La estructura química del cerebro se ve afectada por las sustancias adictivas y estos cambios están presentes mucho después de que una persona deja de consumir. Este cambio en la estructura del cerebro aumenta el riesgo de recaída, por lo que el tratamiento es una parte importante del proceso de rehabilitación.

## Tratamiento
El tratamiento más empleado se asemeja al de Alcohólicos Anónimos en un 41 por ciento e incluso usa el programa de doce pasos.
El tratamiento efectivo aborda las múltiples necesidades del paciente en lugar de tratar solo la adicción. Además, la desintoxicación de drogas o la desintoxicación de alcohol con asistencia médica por sí solas no son eficaces como tratamiento para la adicción. El Instituto Nacional sobre el Abuso de Drogas (NIDA), de los Estados Unidos, recomienda la desintoxicación seguida de medicación (cuando corresponda) y terapia conductual, seguida de prevención de recaídas. Según NIDA, el tratamiento efectivo debe abordar los servicios médicos y de salud mental, así como las opciones de seguimiento, como los sistemas de apoyo a la recuperación basados en la comunidad o la familia. Cualquiera que sea la metodología, la motivación del paciente es un factor importante en el éxito del tratamiento.
Para las personas adictas a los medicamentos recetados, los tratamientos tienden a ser similares a los de las personas adictas a las drogas que afectan los mismos sistemas cerebrales. Los medicamentos como la buprenorfina y la metadona se pueden usar para tratar la adicción a los opiáceos recetados, y las terapias conductuales se pueden usar para tratar la adicción a los estimulantes recetados, las benzodiazepinas y otras drogas.
- Terapia cognitivo-conductual, que busca ayudar a los pacientes a reconocer, evitar y afrontar situaciones en las que es más probable que recaigan.
- Terapia familiar multidimensional, que está diseñada para apoyar la recuperación del paciente mejorando el funcionamiento familiar.
- Entrevista motivacional, que está diseñada para aumentar la motivación del paciente para cambiar el comportamiento y entrar en tratamiento.[9]
- Incentivos motivacionales, que utiliza el refuerzo positivo para fomentar la abstinencia de la sustancia adictiva.[10]
- El tratamiento aumentado con biorretroalimentación del EEG mejora las tasas de abstinencia de la adicción de 12 pasos, basada en la fe y asistida médicamente para la cocaína, la metanfetamina, el trastorno por consumo de alcohol y las adicciones a los opioides.[11][12][13][14][15][16][17][18][19][20]

El tratamiento puede ser un proceso largo y la duración depende de las necesidades del paciente y del historial de uso de sustancias. La investigación ha demostrado que la mayoría de los pacientes necesitan al menos tres meses de tratamiento y las duraciones más largas se asocian con mejores resultados. La adicción a los medicamentos recetados no discrimina. Afecta a personas de todos los ámbitos de la vida y puede ser una fuerza destructiva devastadora.

### Medicamentos
Ciertos medicamentos opioides, como la metadona y la buprenorfina, se usan ampliamente para tratar la adicción y la dependencia de otros opioides, como la heroína, la morfina o la oxicodona. La metadona y la buprenorfina son terapias de mantenimiento destinadas a reducir el deseo de opiáceos, reduciendo así el uso recreativo de drogas y los riesgos asociados con él, como enfermedad, arresto, encarcelamiento y muerte, de acuerdo con la filosofía de reducción de daños. Ambos medicamentos pueden usarse como medicamentos de mantenimiento (tomados por un período de tiempo indefinido) o como ayuda para la desintoxicación. Todos los estudios disponibles recopilados en la Evaluación Nacional Australiana de Farmacoterapias para la Dependencia de Opioides de 2005 sugieren que el tratamiento de mantenimiento es preferible, con tasas muy altas (79–100%) de recaída dentro de los tres meses posteriores a la desintoxicación de levo-α- acetilmetadol (LAAM), buprenorfina y metadona.
Según el Instituto Nacional sobre el Abuso de Drogas (NIDA), los pacientes estabilizados con dosis adecuadas y sostenidas de metadona o buprenorfina pueden mantener sus trabajos, evitar el crimen y la violencia, y reducir su exposición al VIH y la hepatitis C al detener o reducir el uso de drogas inyectables y conducta sexual de alto riesgo relacionada con las drogas. La naltrexona es un antagonista opioide de acción prolongada con pocos efectos secundarios. Por lo general, se prescribe en condiciones médicas ambulatorias. La naltrexona bloquea los efectos eufóricos del alcohol y los opiáceos. La naltrexona reduce el riesgo de recaída en los primeros tres meses en aproximadamente un 36 por ciento. Sin embargo, es mucho menos efectivo para ayudar a los pacientes a mantener la abstinencia o retenerlos en el sistema de tratamiento de drogas (tasas de retención promedio de 12 por ciento a los 90 días para naltrexona, promedio de 57 por ciento a los 90 días para buprenorfina, promedio de 61 por ciento a los 90 días para metadona).
La ibogaína es una droga alucinógena promovida por ciertos grupos marginales para interrumpir tanto la dependencia física como el deseo psicológico de una amplia gama de drogas, incluidos narcóticos, estimulantes, alcohol y nicotina. Hasta la fecha, nunca ha habido estudios controlados que demuestren su eficacia, y no es aceptado como tratamiento por médicos, farmacéuticos o adiccionistas. También ha habido varias muertes relacionadas con el uso de ibogaína, que causa taquicardia y síndrome de QT largo. La droga es una sustancia controlada ilegal de la Lista I en los Estados Unidos, y las instalaciones extranjeras en las que se administra tienden a tener poca supervisión y van desde habitaciones de motel hasta un centro de rehabilitación de tamaño moderado.
Se ha demostrado que algunos antidepresivos como el bupropión y la nortriptilina son útiles contra el tabaquismo. El primero inhibe la recaptación de noradrenalina y dopamina y ha sido aprobado por la FDA para dejar de fumar, mientras que la nortriptilina es un antidepresivo tricíclico que se ha usado pero aún no ha sido aprobado por la FDA.
El acamprosato, el disulfiram y el topiramato (una nueva azúcar sulfonado anticonvulsivo) también se usan para tratar la adicción al alcohol. El acamprosato ha demostrado eficacia en pacientes con dependencia severa, ayudándoles a mantener la abstinencia durante varias semanas, incluso meses. El disulfiram produce una reacción muy desagradable al beber alcohol que incluye sofocos, náuseas y palpitaciones. Es más efectivo para pacientes con alta motivación y algunos adictos lo usan solo para situaciones de alto riesgo. Los pacientes que deseen seguir bebiendo o que puedan sufrir una recaída no deben tomar disulfiram, ya que puede provocar la reacción disulfiram-alcohol mencionada anteriormente, que es muy grave e incluso puede ser mortal.
Aunque peligroso y adictivo por derecho propio, se ha demostrado que el óxido nitroso es un tratamiento eficaz para varias adicciones.

### Internación
El tratamiento residencial hospitalario para personas con un trastornos por consumo de alcohol suele ser bastante costoso sin seguro. La mayoría de los programas estadounidenses tienen una duración de 28 a 30 días. La duración se basa únicamente en la experiencia de los proveedores. Durante la década de 1940, los clientes se quedaban alrededor de una semana para superar los cambios físicos, otra semana para comprender el programa y otra semana o dos para estabilizarse. Entre el 70 % y el 80 % de los programas residenciales de tratamiento del alcoholismo en los Estados Unidos brindan servicios de apoyo de 12 pasos. Estos incluyen, entre otros, AA, Narcóticos Anónimos, Cocaína Anónimos y Al-Anon. Un estudio reciente sugiere la importancia de la participación familiar en la retención de pacientes en tratamiento residencial, al encontrar "una mayor tasa de finalización del programa para aquellos con un miembro de la familia u otra persona importante involucrada en un programa familiar de siete días".

## Recuperación
La definición de recuperación permanece dividida y subjetiva en la rehabilitación de drogas, ya que no existen estándares establecidos para medir la recuperación. El Instituto Betty Ford definió la recuperación como lograr la sobriedad completa, así como el bienestar personal.
El Modelo de recuperación se origina en el movimiento de sobrevivientes psiquiátricos en los EE. UU., que argumenta que recibir ciertos diagnósticos puede ser estigmatizante y debilitador. Mientras que otros programas de tratamiento se centran en la remisión o una cura para el abuso de sustancias, el modelo de recuperación adopta un enfoque humanista para ayudar a las personas a superar la adicción.[cita requerida] Algunas características del Modelo de Recuperación son la inclusión social, el empoderamiento para superar el uso de sustancias, el enfoque en las fortalezas del cliente en lugar de sus deficiencias y brindar ayuda para vivir vidas más plenas en presencia de síntomas de adicción.[cita requerida] Otro componente clave del modelo de recuperación es la relación de colaboración entre el cliente y el proveedor en el desarrollo del camino del cliente hacia la abstinencia. Bajo el Modelo de Recuperación, un programa está diseñado personalmente para satisfacer las necesidades de un cliente individual y no incluye un conjunto estándar de pasos que uno debe seguir.
El Modelo de Recuperación utiliza la teoría integral: un enfoque de cuatro partes que se enfoca en el individuo, la sociedad colectiva, junto con factores individuales y externos. Los cuatro cuadrantes correspondientes a cada uno en la Teoría Integral son Conciencia, Comportamiento, Cultura y Sistemas. El Cuadrante Uno se ocupa del aspecto neurológico de la adicción. El cuadrante dos se enfoca en desarrollar la autoestima y un sentimiento de conexión, a veces a través de la religiosidad. El cuadrante tres trabaja sobre la reparación de las «relaciones erosionadas» causadas por la adicción activa. El cuadrante cuatro a menudo implica enfrentar las duras consecuencias del consumo de drogas, como el desempleo, las consecuencias penales o el desalojo.

## Derecho penal
La rehabilitación de drogas es a veces parte de una pena. Las personas condenadas por delitos menores de drogas pueden ser sentenciadas a rehabilitación en lugar de prisión y las personas condenadas por conducir en estado de ebriedad a veces deben asistir a las reuniones de Alcohólicos Anónimos. Hay una gran cantidad de formas de abordar una sentencia alternativa en un caso de posesión de drogas o DUI; Cada vez más, los tribunales estadounidenses están dispuestos a explorar métodos innovadores para brindar este servicio. En los Estados Unidos se han presentado y ganado juicios relacionados con el requisito de asistir a Alcohólicos Anónimos y otras reuniones de doce pasos por ser incompatible con la Cláusula de Establecimiento de la Primera Enmienda de esa Constitución, que exige la separación de la iglesia y el estado.

## Asesoramiento
Los consejeros ayudan a las personas a identificar comportamientos y problemas relacionados con su adicción. Se puede hacer de forma individual, pero es más común encontrarlo en un entorno grupal y puede incluir asesoramiento de crisis, asesoramiento semanal o diario y apoyo religioso. Los consejeros están capacitados para desarrollar programas de recuperación que ayuden a restablecer comportamientos saludables y brinden estrategias de afrontamiento cada vez que ocurra una situación de riesgo. Es muy común verlos trabajar también con miembros de la familia afectados por las adicciones del individuo, o en una comunidad para prevenir la adicción y educar al público. Los consejeros deben poder reconocer cómo la adicción afecta a la persona en su totalidad y a quienes la rodean.

### Religiosidad
El modelo de enfermedad de la adicción ha sostenido durante mucho tiempo que los patrones desadaptativos del consumo de alcohol y sustancias que muestran los individuos adictos son el resultado de una enfermedad de por vida que es de origen biológico y exacerbada por las contingencias ambientales. Esta conceptualización hace que el individuo sea esencialmente impotente sobre sus comportamientos problemáticos e incapaz de permanecer sobrio por sí mismo, al igual que los individuos con una enfermedad terminal no pueden combatir la enfermedad por sí mismos sin medicación. El tratamiento conductual, por lo tanto, requiere necesariamente que las personas admitan su adicción, renuncien a su estilo de vida anterior y busquen una red social de apoyo que pueda ayudarlos a permanecer sobrios. Tales enfoques son las características por excelencia de los programas de Doce pasos, publicados originalmente en el libro Alcohólicos Anónimos en 1939. Estos enfoques han recibido una cantidad considerable de críticas, provenientes de opositores que desaprueban la orientación espiritual-religiosa tanto por motivos psicológicos como legales. Los opositores también sostienen que carece de evidencia científica válida para las afirmaciones de eficacia. Sin embargo, hay investigaciones basadas en encuestas que sugieren que existe una correlación entre la asistencia y la sobriedad del alcohol. Se han alcanzado resultados diferentes para otras drogas, siendo los doce pasos menos beneficiosos para los adictos a sustancias ilícitas y menos beneficiosos para los adictos a los opioides fisiológica y psicológicamente adictivos, para los cuales las terapias de mantenimiento son el tratamiento de referencia.

### SMART Recovery
SMART Recovery fue fundada por Joe Gerstein en 1994 al basar REBT como base. Da importancia a la agencia humana para superar la adicción y se centra en el autoempoderamiento y la autosuficiencia. No se suscribe a la teoría de la enfermedad y la impotencia. Las reuniones grupales involucran discusiones abiertas, cuestionando decisiones y formando medidas correctivas a través de ejercicios asertivos. No implica un concepto de membresía de por vida, pero las personas pueden optar por asistir a las reuniones y optar por no hacerlo después de recuperarse. Los objetivos del programa son:
- Construir y mantener la Motivación;
- Hacer frente a los impulsos;
- Manejo de pensamientos, sentimientos y comportamientos;
- Vivir una vida equilibrada.

Esto se considera similar a otros grupos de autoayuda que trabajan dentro de conceptos de apoyo mutuo.

### Autorregulación emocional
Una creciente literatura está demostrando la importancia de la autorregulación emocional en el tratamiento del uso de sustancias. Teniendo en cuenta que la nicotina y otras sustancias psicoactivas como la cocaína activan vías psicofarmacológicas similares, un enfoque de regulación emocional puede ser aplicable a una amplia gama de usos de sustancias. Los modelos propuestos de consumo de tabaco impulsado por el afecto se han centrado en reforzamiento como la principal fuerza impulsora de la adicción; según tales teorías, el tabaco se usa porque ayuda a uno a escapar de los efectos indeseables de la abstinencia de nicotina u otros estados de ánimo negativos. La terapia de aceptación y compromiso (ACT) está demostrando que es eficaz en el tratamiento del consumo de sustancias, incluido el tratamiento del trastorno por consumo de múltiples sustancias y el tabaquismo. Los programas de atención plena que alientan a los pacientes a ser conscientes de sus propias experiencias en el momento presente y de las emociones que surgen de los pensamientos parecen prevenir las respuestas impulsivas/compulsivas. Las investigaciones también indican que los programas de atención plena pueden reducir el consumo de sustancias como el alcohol, la cocaína, las anfetaminas, la marihuana, los cigarrillos y los opiáceos.

## Modelos de comportamiento
Los modelos de comportamiento intentan explicar las causas de la drogadicción. Existen modelos de conducta tanto para trabajar con el adicto (enfoque de refuerzo comunitario) como con su familia (enfoque de refuerzo comunitario y formación familiar). Ambos modelos han tenido un éxito de investigación considerable tanto para la eficacia como para la efectividad. Este modelo pone mucho énfasis en el uso de técnicas de resolución de problemas como medio para ayudar al adicto a superar su adicción.
La forma en que los investigadores piensan sobre cómo se forman las adicciones da forma a los modelos que tenemos. Existen cuatro modelos conductuales principales de adicción:
El modelo Moral teoriza que la adicción es una debilidad moral y que es culpa exclusiva de la persona por volverse adicta. Sus partidarios ven el consumo de drogas como una opción, incluso para los adictos y a los adictos como personas de mal carácter.
El modelo de enfermedad enmarca el abuso de sustancias como «una enfermedad crónica con recaídas que cambia la estructura y la función del cerebro». La investigación realizada sobre los factores neurobiológicos de la adicción ha demostrado tener resultados mixtos y la única idea de tratamiento que ofrece es la sobriedad.
El modelo sociocultural trata de dar una explicación de cómo ciertas poblaciones son más susceptibles al abuso de sustancias que otras. Se centra en cómo la discriminación, la mala calidad de vida, la falta de oportunidades y otros problemas comunes en las comunidades marginadas pueden hacerlas vulnerables a la adicción. Es el principal enfoque usado en Australia, donde la evidencia demuestra que los mayores índices de drogadicción ocurren en sus aborígenes.
El modelo psicodinámico considera el trauma psíquico y el trastorno mental como precursores de la adicción. Muchos centros de rehabilitación tratan «trastornos concurrentes», que se refieren al trastorno por abuso de sustancias junto con un diagnóstico de enfermedad mental.

## Fracaso
Las barreras para acceder al tratamiento de drogas pueden empeorar los resultados negativos para la salud y exacerbar aún más las desigualdades en salud en los Estados Unidos. La estigmatización del uso de drogas, la Guerra contra las Drogas y la criminalización, y los determinantes sociales de la salud deben ser considerados al discutir el acceso al tratamiento de drogas y las posibles barreras.
Los principales motivos para el fracaso del tratamiento de drogas son: la no voluntad de dejar las drogas, apoyo social negativo, miedo al tratamiento, preocupaciones de privacidad, conflicto de tiempo, poca disponibilidad y dificultad de admisión. Otras causas incluyen altos costos, falta de programas personalizados para abordar necesidades específicas y requisitos previos que requieren que los participantes estén en casa, abstinentes de todas las sustancias.
Además, en algunos países la disponibilidad de tratamiento depende de la ubicación geográfica, el género, la raza, el estado socioeconómico y si la persona que busca tratamiento es un delincuente, un recluso o tiene antecedentes penales.

## Fraude
En los Estados Unidos, a pesar de los esfuerzos continuos para combatir la adicción, ha habido evidencia de clínicas que facturan a los pacientes por tratamientos que pueden no garantizar su recuperación. Este es un problema importante, ya que existen numerosos reclamos de fraude en los centros de rehabilitación de drogas, donde estos centros facturan a las compañías de seguros por no brindar el tratamiento médico que tanto necesitan y agotar los beneficios del seguro de los pacientes.
Con el pretexto de ayudar a los drogadictos, estos centros les cobran hasta US$ 500 mensuales por permanecer en sus «hogares sobrios» y se sabe que estos pacientes continúan consumiendo drogas durante su estadía. En 2017 hubo más de 2.000 investigaciones a centros de rehabilitación autorizados en California.

## Obligatoriedad
Debido a que es un problema de Salud pública, pues la drogadicción reduce eventuales trabajadores y el tratamiento produce inmensos gastos económicos al Estado, algunos países obligan a los drogadictos a tratarse.

### Afganistán
En Afganistán los actuales talibanes, que en 2021 ganaron la Guerra contra Estados Unidos, han obligado a los drogadictos a la rehabilitación obligatoria.

### China
Desde 2013 la República Popular China tiene centros obligatorios de rehabilitación de drogas y en 2018 se informó que 1.3 millones de drogadictos fueron tratados.
La rehabilitación obligatoria de drogas tiene una larga historia en China: al gobierno de Mao Zedong se le atribuye la erradicación tanto del consumo como de la producción de opio durante los años 1950, mediante la represión desenfrenada y la reforma social. Diez millones de adictos fueron obligados a someterse a un tratamiento obligatorio, los traficantes fueron ejecutados y las regiones productoras de opio fueron plantadas con nuevos cultivos. La producción restante de opio se desplazó al sur de la frontera china hacia la región del Triángulo Dorado.

### Indonesia
En Indonesia existe la Junta Nacional de Narcóticos desde 2002. En 2015 impulsó el tratamiento obligatorio de desintoxicación para los drogadictos.

## Casos famosos
Se internaron en rehabilitación de drogas y hoy permanecen sobrias: Drew Barrymore, Eminem, Fergie, John Frusciante, Robert Downey Jr., Samuel L. Jackson Stephen King, Demi Lovato, Nicole Richie y Robbie Williams.[cita requerida]
El programa Celebrity Rehab with Dr. Drew mostró a celebridades en rehabilitación con el profesional Drew Pinsky. Se canceló en 2013, luego de que algunos expacientes famosos recayeron y fallecieron.[cita requerida]
Fueron a rehabilitación, pero no lograron la sobriedad: Kurt Cobain, Coolio, Shannon Hoon, Whitney Houston, Diego Maradona, Kristen Pfaff, Robin Williams y Amy Winehouse. Todos murieron por su drogadicción.[cita requerida]

## Ligas externas
- Datos: Q1260022